# Orient-Express (film, 1934)
Pour les articles homonymes, voir Orient-Express (homonymie).
Pour plus de détails, voir Fiche technique et Distribution.
Orient-Express est un film américain pré-Code réalisé par Paul Martin, sorti en 1934.
Il est adapté du roman de Graham Greene paru en 1932.

## Synopsis
Un groupe de voyageurs fait le trajet d'Ostende à Istanbul dans le train de luxe Orient-Express.

## Fiche technique
- Réalisation : Paul Martin
- Scénario : William M. Conselman, Carl Hovey d'après le roman Orient-Express de Graham Greene
- Producteur : Sol M. Wurtzel
- Photographie : George Schneiderman
- Musique : Hugo Friedhofer, Samuel Kaylin, Arthur Lange
- Société de production : Fox Film Corporation
- Genre : Film dramatique
- Durée : 73 minutes (1 h 13)[1]
- Date de sortie : 
  - États-Unis : 28 février 1934

## Distribution
- Heather Angel : Coral Musker
- Norman Foster : Carlton Myatt

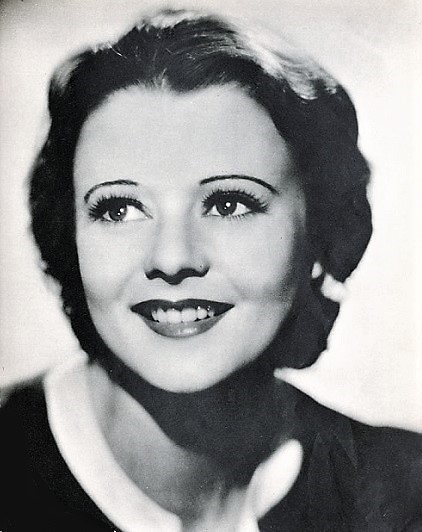
Heather Angel en 1934.

- Ralph Morgan : Dr. Richard Czinner
- Herbert Mundin : Herbert Thomas Peters
- Una O'Connor : Mrs. Peters
- Irene Ware : Janet Pardoe
- Dorothy Burgess : Mabel Warren
- Lisa Gora : Anna
- Roy D'Arcy : Josef Grunlich
- Perry Ivins : Major Petrovich
- Frederick Vogeding : Colonel Hartep
- Marc Loebell : Lieutenant Alexitch